# Clox
Clox ist eine der ältesten deutschen Punkbands. Sie kommt aus Dortmund und wurde 1977 gegründet. Ihr erstes Stück erschien 1979, so dass in Veröffentlichungen fälschlicherweise häufig das Jahr 1979 als Gründungsjahr genannt wird.

## Geschichte

### Bis zur Auflösung 1986
Die Band begann 1978 aufzutreten. Anders als die meisten anderen deutschen Punkbands schrieben sie ihre Songs mit englischen Texten, gesungen von ihrem englischen Sänger Steve Waymouth. Mit ihrem Lied No attitudes, ein ursprünglich 1979 aufgenommenes Stück, waren sie auf dem 1980 erschienenen Schallmauer-Sampler auf dem gleichnamigen Label von Lothar Rieger vertreten. Der Sampler gilt als erster deutscher Punksampler und war die erste Veröffentlichung für die Clox, aber auch für Bands wie den wegweisenden KFC.
1983 erschien ihr Debüt-Album For You & Me auf dem Bochumer Label H'Art.
1983 und 1984 tourten die Clox zusammen mit den damals noch wenig bekannten Toten Hosen durch Deutschland.
Ihre zweite eigene Veröffentlichung, eine Mini-LP auf dem Hagener JA! Music Record Label (Jalousie Musik Verlag), erschien 1984 und trug den ironischen Titel Probably One of the Longest LP-Titles in the World. 1985 erschien die LP Identity Crisis, erneut bei JA! Music.
1986 löste sich die Band auf, nachdem die sämtlich berufstätigen Mitglieder ihre Arbeit und die Bandtätigkeit nicht länger unter einen Hut brachten.

### Seit 1992
Auf Initiative des Vereins für Unabhängige Kultur (VUK) aus dem Umfeld des Freizeitzentrums West (FZW) erschien 1992 mit DesperaDOs – Dortmund-Sampler Vol. 0  eine Zusammenstellung mit Dortmunder Underground-Bands auf dem Dortmunder Label Terz Records. Sie trägt den Untertitel „15 Jahre Dortmunder Subkultur-Geschichte! (1978-1992)“ und beinhaltet auch ein Stück der Clox, eine erste Aufnahme ihres Stücks No Attitude von 1979.
2008 traten die Clox erstmals wieder auf, auf einem Punk-Festival im FZW, dessen Veranstalter die Clox als lokale Punkheroen schon länger wieder auf die Bühne holen wollten. In der Folge traten sie wieder gelegentlich auf, u. a. mit T. V. Smith, Extrabreit, 999 und The Boys. Sie nahmen 2010 beim Dortmunder Produzenten Bart El Monte auch neue Stücke auf, und eine CD-EP mit fünf neuen Stücken erschien 2011, von der Band selbst veröffentlicht. 2014 nahmen sie ein neues Album auf, 2015 erneut von der Band selbst veröffentlicht. Der Bassist und Mit-Songschreiber der Band, Uwe Pleß, verließ zwischenzeitlich die Band, da ihm der wieder wachsende Zeitaufwand für die Band zu viel wurde und wurde durch Roman Berndt ersetzt.
Am 10. Oktober 2015 starb plötzlich der Schlagzeuger und Mitbegründer der Band, Manfred Furche, einen Monat nach dem Konzert mit den Bollock Brothers im traditionsreichen Dortmunder Veranstaltungsort Musiktheater Piano in Lütgendortmund. Furche wurde am 30. Oktober 2015 auf dem Südwestfriedhof Dortmund beigesetzt.
Der Tod Furche bedeutete einen Einschnitt in das Bandleben. Mit Ralf Mannchen an den Drums ging ein Ruck durch die Band, etwa traten sie mit der nordirischen Punklegende The Outcasts zu ihrem 40. Jubiläum in Düsseldorf 2017 auf. Inzwischen treten die Clox wieder regelmäßig auf, jährlich zum Jahresende z. B. mit den Bollock Brothers in Dortmund. So teilten sie im Februar 2019 die Bühne mit den UK Subs im Piano Musiktheater Dortmund, im März 2019 spielten sie mit 999 im HdJ in Düsseldorf, mit Cocksparrer im Oktober in Oberhausen.
Im Oktober 2018 produzierte Gerald Manns, Sänger und Bassist der Dortmunder Band Mutant Proof, das Live-Video "Take A Walk On The Wild Side" des Auftritts im Piano in Dortmund. Überzeugt durch dessen Arbeit fungierte Manns dann auch als Produzent des im Frühjahr erscheinenden vierten Albums "Fight Back". Während der Arbeit an diesem Album zog sich Bernd Weyermann aus privaten Gründen zurück und wurde durch Gerald Manns ersetzt. Diese Besetzung spielte dann auch ihr erstes Konzert im FZW in Dortmund beim "50 Jahre Sir Hannes Smith"-Festival.

## Diskografie
- 1980: No Attitudes (Samplerbeitrag Schallmauer, LP, Schallmauer-Records)
- 1981: 17/Rebel Song (Samplerbeitrag H’Artcore, LP, H'art Musik)
- 1983: For You & Me (LP, H'art Musik)
- 1984: Probably One of the Longest LP-Titles in the World (Mini-LP, JA! Music)
- 1985: Identity Crisis (LP, JA! Music)
- 1986: Dread (Samplerbeitrag Väterchen Frost, LP, Mekka Records)
- 1992: No Attitude (first version 1979) (Samplerbeitrag Desperados Vol. 0 Dortmund-Sampler, LP, Terz Records)
- 2011: Nothing Changed (CD-EP, Selbstverlag)
- 2015: No Secrets Anymore (CD, Selbstverlag)